# كويزي أبلاشي
كويزي أبلاشي (الاسم العلمي: Cantharellus appalachiensis) هو نوع من الفطريات يتبع جنس الكويزي من فصيلة الكويزية.